# 县街河
县街河是云南省安宁市境内的一条河流，发源于安宁市西南部黑风洞山南麓的老羊箐，向北流经小箐口水库和月字庄水库，在县街街道大元末村汇入鸣矣河，全长71公里，流域面积88.85平方千米，多年平均径流量1572.6万立方米。在小箐口水库以南有一段被称为“魔鬼水道”的河段，其附近是昆明市近郊知名的露营地。